# Mtsensk
Mtsensk (en rus Мценск) és una ciutat de l'óblast d'Oriol, a Rússia. Es troba a la vora del riu Zuixa (un afluent de l'Okà). Es troba a 47 km d'Oriol, la capital de la província.

## Història
Mtsensk es menciona per primer cop en la Crònica Primària de 1147 amb el nom de Mtxensk, aleshores dins el Principat de Txernigov. El 1320 Mtsensk fou absorbida pel Gran Ducat de Lituània. Va esdevenir una fortalesa i un centre d'artesania i de comerç. A començaments del segle XVI va passar a formar part del Gran Ducat de Moscou. La fortalesa de Mtsensk va aconseguir l'estatus de ciutat el 1778 i va convertir-se aleshores en un centre de comerç de blat, i ja el segle xix van arribar-hi les primeres indústries tèxtils.
Durant la Segona Guerra Mundial va haver-hi tot de combats a la rodalia de la ciutat, que va ser ocupada per tropes alemanyes en diverses ocasions.

## Demografia
| 1897  | 1926   | 1959   | 1970   | 1979   | 1989   | 1996   | 2002   | 2007   | 2009   | 2010   |
| ----- | ------ | ------ | ------ | ------ | ------ | ------ | ------ | ------ | ------ | ------ |
| 9 400 | 10 000 | 14 300 | 27 800 | 41 800 | 48 400 | 50 900 | 47 807 | 45 900 | 45 264 | 43 216 |